# Éjféli cowboy
Az Éjféli cowboy (eredeti cím: Midnight Cowboy)  1969-ben bemutatott amerikai filmdráma John Schlesinger rendezésében. Főszereplői Jon Voight (a címszereplő) és Dustin Hoffman. A forgatókönyv James Leo Herlihy 1965-ös Midnight Cowboy című regényén alapul.
A film három Oscar-díjat kapott, és további húsz filmes díjat. A mai napig ez az egyetlen X-kategóriás film, ami Oscar-díjat nyert. Az Amerikai Filmintézet minden idők 100 legjobb amerikai filmje közé választotta.

## Cselekménye
|  | Alább a cselekmény részletei következnek! |

Joe Buck (Jon Voight), egy fiatal texasi, tányérmosogatásból él, de egy napon cowboy öltözetet vesz fel (bőrdzseki és sötét cowboykalap), összepakol egy mintás tehénbőr bőröndöt és New Yorkba indul távolsági busszal, hogy idősebb hölgyek fizetett szeretője legyen. Joe naivitása hamar nyilvánvalóvá válik. Bár gyerekkora óta a nők kedvence, itt nem sikerül megismerkednie nőkkel, akiket kinéz magának. Végül felszed valakit az utcán, szeretkezik a nővel, de az átlátszó ürüggyel 20 dollárt kér tőle.
Joe egy ivóban találkozik egy Enrico Rizzo (Dustin Hoffman) nevű sánta szélhámossal (mások Patkánynak vagy Ricónak hívják), aki ajánlkozik, hogy menedzselni fogja Joe-t és összehozza a megfelelő nőkkel. Egy közvetítőt ajánl, akihez elviszi, de előtte 20 dollárt kér Joe-tól, majd sietve távozik a lifttel. A férfiról kiderül, hogy nem az, akinek Rico mondta, hanem fanatikus Biblia-imádó. Joe elmenekül, amikor a férfi imádkozni akar vele, és Rico üldözésére indul.
Joe állandóan és eredménytelenül cirkál az utcán. Nem sokkal később elfogy a magával hozott pénz, és kirakják a hotelből, ahol addig lakott, a bőröndjét és a holmiját is lefoglalják. Megpróbál pénzt szerezni azzal, hogy egy fiatal fiú a moziban azt ígéri neki, hogy fizetni fog, ha orális szexet végezhet rajta. Azonban a vécében kiderül, hogy a fiúnál nincs pénz.
Joe véletlenül észreveszi Ricót egy étteremben, dühösen rátámad, de annál már nincs meg a neki adott 20 dollár. Rizzo felajánlja, hogy lakhat nála (a lepukkant lakásról kiderül, hogy egy fűtés és villany nélküli épületben van, amit hamarosan le fognak bontani).
Rizzo szinte állandóan köhög, izzad, folyamatosan dohányzik és egyre rosszabb egészségi állapotban van.
Joe története töredékesen kiderül néhány visszaemlékezésből. Gyerekkorában anyja elhagyta és a nagyanyja nevelte fel. Ifjúkorában a helyi lakosok megtámadták és megerőszakolták, amikor a barátnőjével szerelmeskedett egy kocsiban. Joe belépett a hadseregbe.
Rizzo életének története abból derül ki, amit ő maga elmond Joe-nak. Apja olasz írástudatlan bevándorló volt, aki cipőpucolással kereste a kenyerét egy metrólejáróban és a vegyszerek gőzétől tönkrement a tüdeje. Rico arról álmodozik, hogy hamarosan eljut Floridába, ahol gazdag nők és luxus veszi majd körül.
Egy étteremben egy őket filmező pasas és egy fiatal nő megy oda hozzájuk és Joe-nak egy szórólapot adnak, ami egy partira való meghívó. A Warhol-szerű hátterű környezetben degeszre eszik magukat, Rico a zsebébe is tömi az ételt. Joe-nak egy kábítószeres cigarettát adnak, amit ő normál cigarettának gondol és ugyanúgy, egyedül szívja el. Ettől színes látomásai támadnak. A bulin megismerkedik egy nővel, akivel hamarosan távoznak, közben Rico legurul a lépcsőn. Joe-nak ezúttal nem megy a szex, ezért szókirakó játékot kezdenek játszani. Majd nem sokkal később Joe hevesen szeretkezni kezd a nővel, aki nagy fokú gyönyört él át, és másnap telefonon egy barátnőjének ajánlja Joe „szolgáltatásait”, akinek 20 dollárt ad.
Amikor Joe hazatér (előbb élelmiszert vett a kapott pénzből), Rico lázasan fekszik az ágyban. Joe orvost akar hívni, de Rico azt mondja, nem kell, csak Floridába jussanak el. Joe-nak csak 9 dollárja van, de az úthoz 55 dollár kell, ezért egy homokos bárba megy, ahonnan egy idősebb szemüveges férfi felviszi a hotelszobájába. Joe kirabolja, mielőtt bármi másra sor kerülne.
A buszon Rico állapota tovább romlik. Az út nagyjából másfél napig tart. Egyszer Rico bevizel, ezért az egyik megállónál Joe új ruhát vesz neki és magának, a cowboy-cuccot pedig kidobja a szemétbe, még a csizmáját is. Ahogy közelednek Miami felé, Joe arról beszél, hogy rendes munkát szerez. Egyszer csak észreveszi, hogy Rizzo meghalt. Joe szól a sofőrnek, aki, hogy elkerülje a pánikot, azt mondja az utasoknak, hogy az egyik utas rosszul lett, de az utat folytatják Miami felé. Joe lezárja Rico szemét és átölelve tartja halott barátját.
|  | Itt a vége a cselekmény részletezésének! |

## Szereplők
| Szerep                           | Színész          | Magyar hang                      |
| -------------------------------- | ---------------- | -------------------------------- |
| Enrico Salvatore „Ratso” Rizzo   | Dustin Hoffman   | Tahi Tóth László (1-2. szinkron) |
| Enrico Salvatore „Ratso” Rizzo   | Dustin Hoffman   | Háda János (3. szinkron)         |
| Joe Buck                         | Jon Voight       | Konrád Antal (1. szinkron)       |
| Joe Buck                         | Jon Voight       | Szakácsi Sándor (2. szinkron)    |
| Joe Buck                         | Jon Voight       | Zborovszky Andrea (3. szinkron)  |
| Cass                             | Sylvia Miles     | Faragó Vera (1. szinkron)        |
| Cass                             | Sylvia Miles     | Zborovszky Andrea (3. szinkron)  |
| Mr. O`Daniel                     | John McGiver     | Horváth Gyula                    |
| Shirley                          | Brenda Vaccaro   | Szerencsi Éva                    |
| Towny                            | Barnard Hughes   | Gera Zoltán                      |
| Sally Buck                       | Ruth White       |                                  |
| Annie                            | Jennifer Salt    |                                  |
| Woodsy Niles                     | Gilman Rankin    |                                  |
| gazdag hölgy                     | Georgann Johnson |                                  |
| TV-s püspök                      | Anthony Holland  |                                  |
| fiatal diák                      | Bob Balaban      |                                  |
| partivendég (Gretel McAlbertson) | Viva             |                                  |

## A film készítése
A film forgatása 1968 májusa és szeptembere között zajlott.
Az Éjféli cowboy Adam Holender első filmes rendezése; Holendert Roman Polański, Holender gyerekkori barátja ajánlotta Schlesinger figyelmébe.
Joe a távolsági buszon New York felé közeledve a hordozható rádióján hallja meg a WABC rádióállomás adását, benne Ron Lundy műsorvezetővel.  Ron Lundy műsora a film készítésének idején délelőtt 10 és délután 1 között volt hallható hétfőtől péntekig. Joe örömében felkiált, amikor meghallja az adást, majd elnézést kér a mellette ülő apácától.
Joe a Hotel Claridge-ben száll meg, ami a Broadway és a West 44th Street délnyugati sarkában van (Midtown Manhattan). Szobájának ablaka a Times Square északi részére néz. Az épületet a D. H. Burnham & Company tervezte, és 1911-ben nyílt meg, a film után valamikor lebontották.
A filmben három alkalommal is látható az 1740 Broadway homlokzatán a „Mutual of New York (MONY) Building” felirat.
Jon Voight a Screen Actors Guild által meghatározott minimális bért kapta, de ő annak örült, hogy bekerült a filmbe.
A filmben Rizzo szájából elhangzó „I'm walkin' here!” kiáltás bekerült az Amerikai Filmintézet 100 év...100 filmes idézet listájába. Sokak szerint ez improvizáció, de a film DVD-jén a producer, és később Hoffman is úgy nyilatkozott, hogy a jelenetet többször elpróbálták, és a közlekedési lámpa jelzéséhez igazították, hogy véletlenszerűnek és spontánnak látszódjon.
A film a bemutatásakor a Motion Picture Association of America besorolása alapján "Restricted" ("R") jelzést kapott. Később az United Artists kénytelen volt elfogadni, hogy a filmet "X" jelzéssel vetítsék, a benne látható „homoszexuális utalásokért”. Az MPAA később módosította az "R" besorolás követelményeit (több tartalmat megengedve) és az engedélyezett életkort 16-ról 17-re emelte. A film így 1971-ben "R" besorolást kapott, bár a tartalmán nem változtattak (és manapság is "R" besorolású).
Forgatási helyszínek
- Big Spring, Texas, USA
- Filmways Studios – 246 East 127th Street, East Harlem, Manhattan, New York City, New York, USA – (stúdió)
- Florida, USA
- Lincoln Tunnel, New York City, New York, USA
- Mercer Street, New York City, New York, USA
- Miami Beach, Florida, USA
- New Jersey, USA
- Stanton, Texas, USA – (visszatekintések)
- Sweetwater, Texas, USA
- Times Square, Manhattan, New York City, New York, USA

## Bemutató és fogadtatás
A filmet 1969. május 25-én kezdték vetíteni az amerikai mozik. DVD-n 2000. január 1-jén jelent meg.
Az amerikai filmkritikusok véleményét összegző Rotten Tomatoes 88%-ra értékelte 52 vélemény alapján.

### Díjak és jelölések
Elnyert díjak
- 1969: Berlin International Film Festival, OCIC-díj – John Schlesinger
- 1969: New York Film Critics Circle Awards „legjobb színész” – Jon Voight

Oscar-díj
- 1970: legjobb rendező – John Schlesinger
- 1970: legjobb film – Jerome Hellman
- 1970: legjobb adaptált forgatókönyv – Waldo Salt

BAFTA-díj
- 1970: legjobb férfi főszereplő – Dustin Hoffman
- 1970: legjobb rendező – John Schlesinger
- 1970: legjobb film
- 1970: legjobb vágás – Hugh A. Robertson
- 1970: legjobb forgatókönyv

- 1970: Bodil-díj, „legjobb nem-európai film”
- 1970: David di Donatello-díj, „legjobb külföldi színész” – Dustin Hoffman
- 1970: David di Donatello-díj, „legjobb külföldi rendező” – John Schlesinger
- 1970: Directors Guild of America, USA, „legjobb rendezés” – John Schlesinger
- 1970: Italian National Syndicate of Film Journalists, „legjobb külföldi rendező” – John Schlesinger
- 1970: Kansas City Film Critics Circle Awards, „legjobb rendező” – John Schlesinger
- 1970: Laurel Awards, „dráma”
- 1970: Laurel Awards, „legjobb férfi drámai alakítás” – Dustin Hoffman
- 1970: Laurel Awards, „legjobb kezdő szereplő” – Jon Voight
- 1970: National Board of Review, USA, „legjobb tíz film”
- 1970: National Society of Film Critics Awards, USA, „legjobb színész” – Jon Voight
- 1970: Writers Guild of America, USA, „legjobb adaptált forgatókönyv” – Waldo Salt
- 1994, National Film Preservation Board, USA, „National Film Registry”

Jelölések
A film további 15 filmes jelölést kapott.

## Fordítás
- Ez a szócikk részben vagy egészben  a   Midnight Cowboy című angol Wikipédia-szócikk fordításán alapul.  Az eredeti cikk szerkesztőit annak laptörténete sorolja fel. Ez a jelzés csupán a megfogalmazás eredetét és a szerzői jogokat jelzi, nem szolgál a cikkben szereplő információk forrásmegjelöléseként.